# Vereb
Vereb (németül: Spatzendorf) község Fejér vármegyében, a Gárdonyi járásban.

## Fekvése
Vereb Fejér vármegyében fekszik, a Velencei-tótól kb. 15 km-re északra. Északról Vértesacsa, északkelet felől Vál, délkeletről Pázmánd és nyugatról Lovasberény községekkel határos. Tengerszint feletti magassága 155–230 méter között változik.

### Megközelítése
Közúton a 8117-es úton érhető el, nyugati szomszédja, Lovasberény felől éppúgy, mint délkelet felől, Kápolnásnyék-Pázmánd, illetve az M7-es autópálya e három települést kiszolgáló csomópontja felől. Vasútvonal nem érinti, a legközelebbi vasúti csatlakozási lehetőség a Budapest–Murakeresztúr-vasútvonal Velence megállóhely.

## Története
A Vereb  nevét az oklevelek 1276-ban említik először Verub alakban, ekkor a falu a Csák nemzetség birtoka. 1276-ban a feljegyzések szerint a falu papja kísérte Szent Margit sírjához a tési papot. 1326-ban a Csák nemzetséghez tartozó István fiai, Péter és István itteni öröklött részbirtokukat Csókakővel együtt átadták cserébe Károly Róbert királynak. 1330-ban az e nemhez tartozó Gurkee fia Pál öröklött földjét szintén átadta a királynak, hogy a csókakői uradalomhoz csatolta. 1333-ban papja 40 kisdénár pápai tizedet fizetett.
A második világháború előtt Vereb gazdasági adottságaihoz képest elmaradott község volt. Egy 1935-ös felmérés szerint a község határa 3880 kat. hold volt, amiből 1798 kat. hold urasági földbirtok, 1981 kat. hold. paraszti birtok, 121 kat. hold pedig községi birtok volt. A mezőgazdasági művelésre alkalmas területek jelentős részével a középparasztság rendelkezett.
A községben felekezeti iskola működött, felszerelése meglehetősen kezdetlegesnek bizonyult. Mivel a gyermekeket a mezőgazdasági munkákba gyakorta bevonták, így ősszel és tavasszal elhanyagolták az iskolába járást.
Verebről 42 fő vesztette életét a második világháború frontjain, illetve a felszabadító harcok során. A szovjet csapatok 1944. december 22-én foglalták el először a községet. A falu határában összesen 77 kilőtt páncélost számoltak össze, ami a Budapest körülzárásáért vívott harcok hevességét is tanúsítja.
1945 január elején a szovjet katonai igazgatás képviselője összehívta a községi elöljáróság tagjait, Varga Lajos jegyzőt, id. T. Szabó Lajos bírót, és Kampis István írnokot, majd felszólította őket az élet megindítására. Megszervezték a halottak eltemetését, az utak és az iskola rendbehozatalát, valamint a tejbegyűjtést.
Januárban még Vereb körül hullámzott a front, súlyos harcok folytak a szovjet csapatok és a német "SS" alakulatok között. 1945. január 26-án a kora hajnali órákban a németek erős páncélos erőkkel meglepetésszerűen betörtek a Váli völgy felől Vereb községbe. Itt Vereb térségében kellett volna találkozniuk a Baracska és Bicske irányából támadó német ékekkel. Szemtanúk elmondása szerint 30-35 páncélos tört be a községbe, túlnyomórészt "SS" páncélosalakulathoz tartoztak. A németek majdnem két napig tartották magukat a Vértesacsa felől ellentámadást intéző erős szovjet alakulattal szemben, illetve a fogságba esett szovjet katonákkal is kegyetlenkedtek. A szovjet hadifoglyokat az uradalmi kovácsműhely épületébe terelték és barbár módon megkínozták, majd kivégezték őket. Akiknek megkínzására nem maradt idejük vagy erejük, azokat a kovácsműhely előtt lőtték főbe. Összesen 39 szovjet katona és hadifogoly lelte halálát, a harcok során pedig több mint százan haltak meg.
Később a lebontott kovácsműhely helyén 1957-ben emlékművet emeltek, mely az uradalmi kastély parkjában áll. A verebi harcokról Ilja Markin szovjet író is megemlékezett, aki korábban műszaki tisztként harcolt a falu környékén és később többször is visszalátogatott oda.
Január 27-én éjfél tájban hagyta el az utolsó német páncélos a községet, ám a németek Fejér vármegyéből való kiűzéséig, március végéig nem kezdődhetett meg az újjáépítés. Április elején alakult meg a Nemzeti Bizottság, megszervezték a községi rendőrséget. Az állatállomány szinte teljesen elpusztult a harcok során, az uradalom kismagtárában 120 métermázsa gabona állott rendelkezésre.
Megkezdődött a földosztás is. A 3880 katasztrális holdból felosztható földalap 933 kat. hold, a földigénylők száma 145 fő volt. 1945. május 10-ére be is fejeződött a földosztás, mint a 933 kat. hold felosztásra került 135 személy között és 53 házhelyigénylő számára.
A községben 2 üzemképes és 3 meg nem javított traktor volt, ill. 7 rossz erőben lévő ló. A megmunkálatlan, bevetetlen föld 873 kat. holdra rúgott.
A település 2007-ben került át a Székesfehérvári kistérségből a Gárdonyi kistérségbe. 2013 óta a Gárdonyi járás települése.

## Közélete

### Polgármesterei
- 1990–1994: Molnárné Vajda Julianna (független)[6]
- 1994–1998: Molnárné Vajda Julianna (független)[7]
- 1998–2002: Molnárné Vajda Julianna (független)[8]
- 2002–2006: Molnárné Vajda Julianna (független)[9]
- 2006–2010: Kurcz Mária (független)[10]
- 2010–2014: Kurcz Mária (független)[11]
- 2014–2019: Kurcz Mária (független)[12]
- 2019−2024: Kurcz Mária (független)[13]
- 2024− : Espár Sándor (független)[1]

## Népesség
A település népességének változása:
| Lakosok száma | 789  | 770  | 762  | 765  | 798  | 821  | 831  |
|               | 2013 | 2014 | 2015 | 2021 | 2022 | 2023 | 2024 |

A 2011-es népszámlálás során a lakosok 83,3%-a magyarnak, 0,7% cigánynak, 0,7% németnek mondta magát (16,6% nem nyilatkozott; a kettős identitások miatt a végösszeg nagyobb lehet 100%-nál). A vallási megoszlás a következő volt: római katolikus 31%, református 23,3%, evangélikus 0,7%, görögkatolikus 0,3%, felekezeten kívüli 13,3% (30,9% nem nyilatkozott).
2022-ben a lakosság 84,6%-a vallotta magát magyarnak, 0,6% cigánynak, 0,4% németnek, 0,3% görögnek, 0,1% horvátnak, 3,4% egyéb, nem hazai nemzetiségűnek (15,4% nem nyilatkozott; a kettős identitások miatt a végösszeg nagyobb lehet 100%-nál). Vallásuk szerint 18,2% volt református, 17% volt római katolikus, 0,9% evangélikus, 0,5% görög katolikus, 0,1% ortodox, 0,1% izraelita, 1,6% egyéb keresztény, 0,4% egyéb katolikus, 15% felekezeten kívüli (46% nem válaszolt).

## Nevezetességei
Műemlékek, építészeti látnivalók:
- Helytörténeti Gyűjtemény,
- Református templom,
- Római katolikus templom,

Emlékművek, emlékhelyek, szobrok:
- I. és II. világháborús emléktábla – Fő út 10.,
- II. világháborús emlékmű – Szabadság tér 26.,
- Kovács János emléktáblája Szabadság tér,
- Pogánykő – 13. km kőnél (honfoglalás kori emlékhely),
- Verebi Végh János mellszobra – Berényi út 4.

## Híres szülöttei
- Szénási Sándor (1925–2001) református lelkész, költő, műfordító
- Végh Gyula (1870–1951) művészeti író, műgyűjtő, festő, múzeumigazgató, utazó
- Végh Péter (1725–1802) országbíró